# Uwe Gensheimer
Uwe Gensheimer (Mannheim, 26 de outubro de 1986) é um handebolista profissional alemão, medalhista olímpico

## Carreira
Uwe Gensheimer integrou a Seleção Alemã de Handebol no Rio 2016, conquistando a medalha de bronze.